# 萨比诺·贝洛莫
萨比诺·贝洛莫（義大利語：Sabino Bellomo，1964年1月1日—），意大利男子赛艇运动员。他曾代表意大利参加世界赛艇锦标赛，获得一枚金牌、二枚银牌和二枚铜牌，均来自轻量级项目。